# Oakland (Pittsburgh)
Oakland är en stadsdel i Pittsburgh där ett antal akademiska och kulturella institutioner är belägna. Till exempel University of Pittsburgh, Carnegie Mellon University och University of Pittsburgh Medical Center ligger här.  Oakland är den tredje största stadskärnan i Pennsylvania efter Center City, Philadelphia och downtown Pittsburgh. Genom Oakland går parallellt huvudgatorna Forbes Avenue och 5th Avenue. Västerut så fortsätter dessa till downtown, öster ut så går 5th Avenue genom Shadyside, Forbes Avenue fortsätter österut genom Squirrel Hill. Sydväst om Oakland ligger the Bluff (Uptown) som är tämligen förslumat, detta medför att även South Oakland är delvis förslumat. På grund av tillgången på billiga bostäder bor dock många studenter i South Oakland.
I Oakland ligget ett antal institutioner grundade av Andrew Carnegie, bland annat Carnegie Museum of Natural History, Carnegie Museum of Art, Carnegie Library of Pittsburgh, och Carnegie Music Hall.
Oakland är granne med stadsdelarna Shadyside, Squirrel Hill, the Hill District, Greenfield, Bloomfield, och the Bluff.
I Oakland ligger bland annat också Soldiers and Sailors National Military Museum and Memorial, Cathedral of Learning, Heinz Memorial Chapel, St. Paul's Cathedral, Petersen Events Center, Phipps Conservatory and Botanical Gardens och Schenley Park.